# テレビ朝日系列金曜夕方5時台枠のアニメ
テレビ朝日系列金曜夕方5時台枠のアニメ（テレビあさひけいれつきんようゆうがた5じだいわくのアニメ）は、かつてテレビ朝日系で毎週金曜日の17時台（JST）で放送されていたテレビアニメの作品一覧である。

## 歴史

### 17:00 - 17:30枠
この時間帯で最初に新作アニメが放送されたのは1984年10月5日に開始された『超力ロボ ガラット』（メ〜テレ制作）が最初である。本作終了後は情報番組･アニメ再放送枠のため長期の中断となる。
それから8年後の1993年4月2日より、かつて土曜17時30分枠で放送されていた『ガンダムシリーズ』が当枠で放送され新作アニメ枠が復活。当枠では3年半、計4作放送されたが、シリーズ7作目の『機動新世紀ガンダムX』の放送期間中の1996年9月をもって当枠のアニメは土曜朝6時枠に移動して当枠のアニメは事実上終了した。

### 17:30 - 18:00枠
この時間帯では長年に渡って過去にテレビ朝日で放送されたアニメ･特撮番組の再放送枠として放送されていたが、前半枠より1年9ヶ月早い1983年1月21日より国際映画社制作のロボットアニメ、『亜空大作戦スラングル』より新作アニメの放送がスタート。しかし、次作の『超攻速ガルビオン』放送期間中に番組のメインスポンサー・タカトクトイスが倒産し急遽打ち切られると、当枠は再びアニメ･特撮番組の再放送枠や歌謡番組として転用。その後当枠での新作アニメは1986年 - 1987年にかけて アメリカ合衆国のテレビアニメ『地上最強のエキスパートチーム G.I.ジョー』を放送したのみで、当枠での新作アニメは計3作で終了した。
なお、近畿広域圏のABCでは、『スーパー戦隊シリーズ』を当該時間に6日遅れで放送していたため、当枠で放送されていたアニメはネットせず、近畿圏内の独立UHF局（KBS京都、サンテレビなど）で代替ネットされた。

### 17:50 - 18:20枠（→17:45 - 18:15枠）
『スラングル』より10年前、まだテレビ朝日が「NETテレビ」と称していた1973年4月6日、それまでアニメの再放送枠だった17:50枠でディズニーアニメ『ディズニーぱれーど』を開始、金曜夕方5時台では初のアニメとなった。その後同年10月より、平日18:20に天気予報が設置されたのに伴い、直前の17:20の再放送枠や18:20のミニ番組と共に5分繰り上げ、17:45からの放送となるも、わずか3ヶ月で終了し、再び再放送枠に戻った。

## 作品リスト

### 17:00 - 17:30
| 作品名              | 放送期間                     | 話数         | 備考 |
| ------------------- | ---------------------------- | ------------ | --- |
| 超力ロボ ガラット   | 1984年10月5日 - 1985年4月5日 | 全25話       | 本作のみメ〜テレ制作。テレビ朝日ではメ〜テレより1日先行して放送。                                                          |
| （アニメ中断）      |                              |              | |
| 機動戦士Vガンダム   | 1993年4月2日 - 1994年3月25日 | 全51話       | ここから『ガンダムシリーズ』およびテレビ朝日制作                                                                           |
| 機動武闘伝Gガンダム | 1994年4月1日 - 1995年3月31日 | 全49話       | 最初の3回はプロローグとして放送したため、実質的な第1話は1994年4月22日放送分からである。                                    |
| 新機動戦記ガンダムW | 1995年4月7日 - 1996年3月29日 | 全49話       | 米国では最初に放送された『ガンダムシリーズ』                                                                               |
| 機動新世紀ガンダムX | 1996年4月5日 - 9月27日       | 全39話中26話 | 27話以降は土曜朝6:00枠で放送。 一部ANN系列局では1996年10月以降も放送時間の変更がなかったため一部系列局が先行放送となった。 |

### 17:30 - 18:00
| 作品名                                  | 放送期間                      | 話数         | 備考                                                              |
| --------------------------------------- | ----------------------------- | ------------ | ----------------------------------------------------------------- |
| 亜空大作戦スラングル                    | 1983年1月21日 - 1984年1月27日 | 全53話       |                                                                   |
| 超攻速ガルビオン                        | 1984年2月3日 - 6月29日        | 全22話       | 制作上は第26話まで完成していたが、未放送となった。                |
| （アニメ中断）                          |                               |              |                                                                   |
| 地上最強のエキスパートチーム G.I.ジョー | 1986年10月3日 - 1987年3月27日 | 全34話中22話 | 1986年7月 - 8月は木曜10:30枠で放送。1986年9月は土曜5:55枠で放送。 |

### 17:45 - 18:15
| 作品名             | 放送期間                     | 話数 | 備考          |
| ------------------ | ---------------------------- | ---- | ------------- |
| ディズニーぱれーど | 1973年10月5日 - 1974年1月4日 | ？   | 5分繰り上げ。 |

### 17:50 - 18:20
| 作品名             | 放送期間               | 話数 | 備考 |
| ------------------ | ---------------------- | ---- | ---- |
| ディズニーぱれーど | 1973年4月6日 - 9月28日 | ？   |      |